# Calicha griseoviridata
Calicha griseoviridata là một loài bướm đêm trong họ Geometridae.